# Nagia homotima
Nagia homotima là một loài bướm đêm trong họ Noctuidae.